# Beechcraft King Air
Beechcraft King Air — лінійка американських універсальних літаків виробництва Beechcraft. Лінійка King Air складається з кількох моделей з подвійним турбогвинтовим двигуном, які були розділені на дві родини. Серії Model 90 і 100, розроблені в 1960-х роках, відомі як King Airs, тоді як пізніші з Т-подібне оперення моделі 200 і 300 серії спочатку продавалися як Super King Airs, а назва «Super» була відкинута Beechcraft в 1996 році (хоча вона все ще часто використовується, щоб відрізнити King Airs серії 200 і 300 від їхніх менших версій).
King Air був першим літаком у своєму класі, який безперервно вироблявся з 1964 по 2021 рік. Він перевершив усіх своїх турбогвинтових конкурентів разом узятих. Нещодавно він зіткнувся з конкуренцією з боку реактивних літаків, таких як Embraer Phenom 100, Honda HA-420 HondaJet і Cessna Citation Mustang а також від новіших турбогвинтових літаків, включаючи Piaggio P.180 Avanti та одномоторні Piper Malibu Meridian, Pilatus PC-12 та SOCATA TBM.